# 摩爾多瓦地理

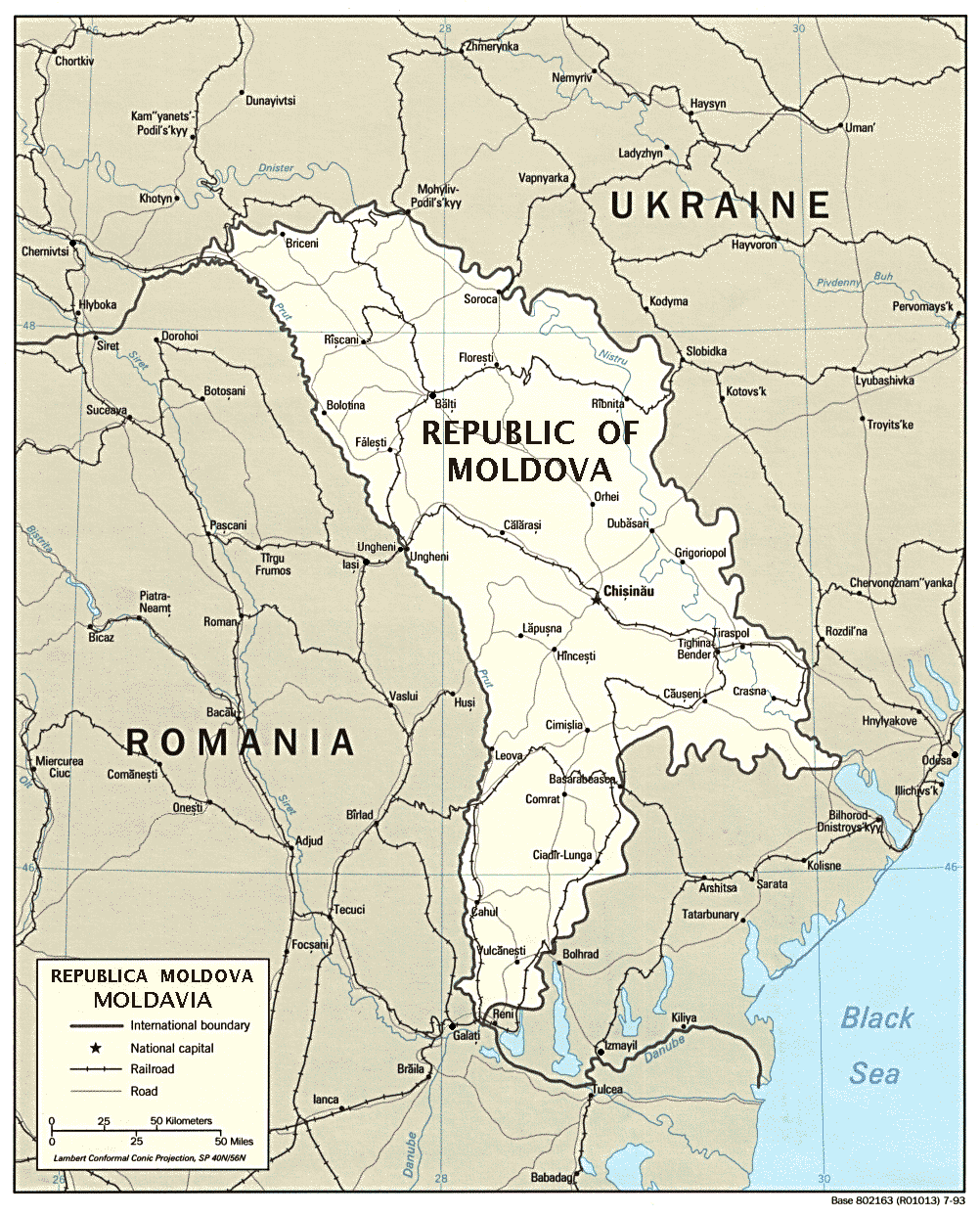
摩爾多瓦政治地圖

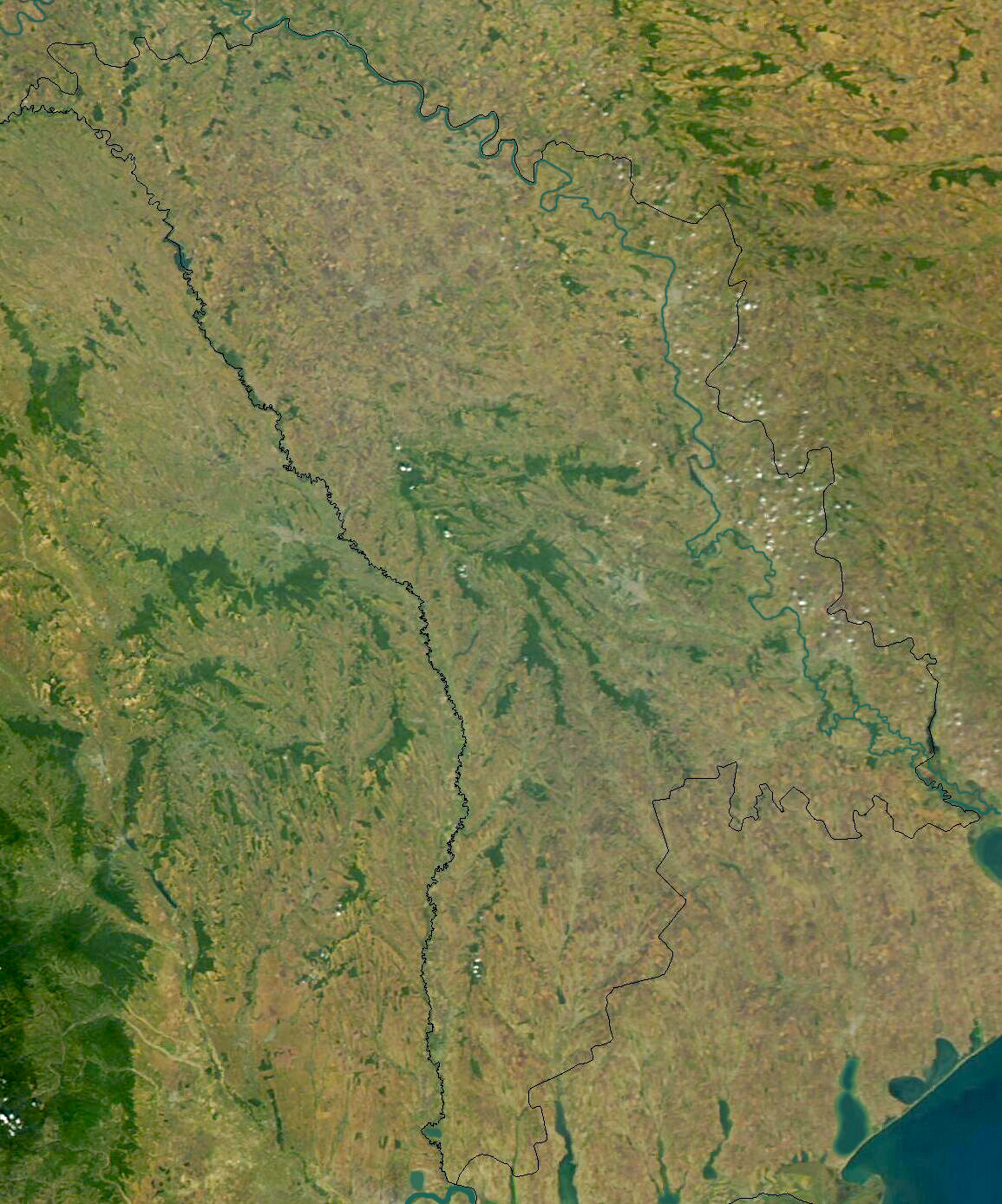
摩爾多瓦衛星地圖，拍攝于2003年9月

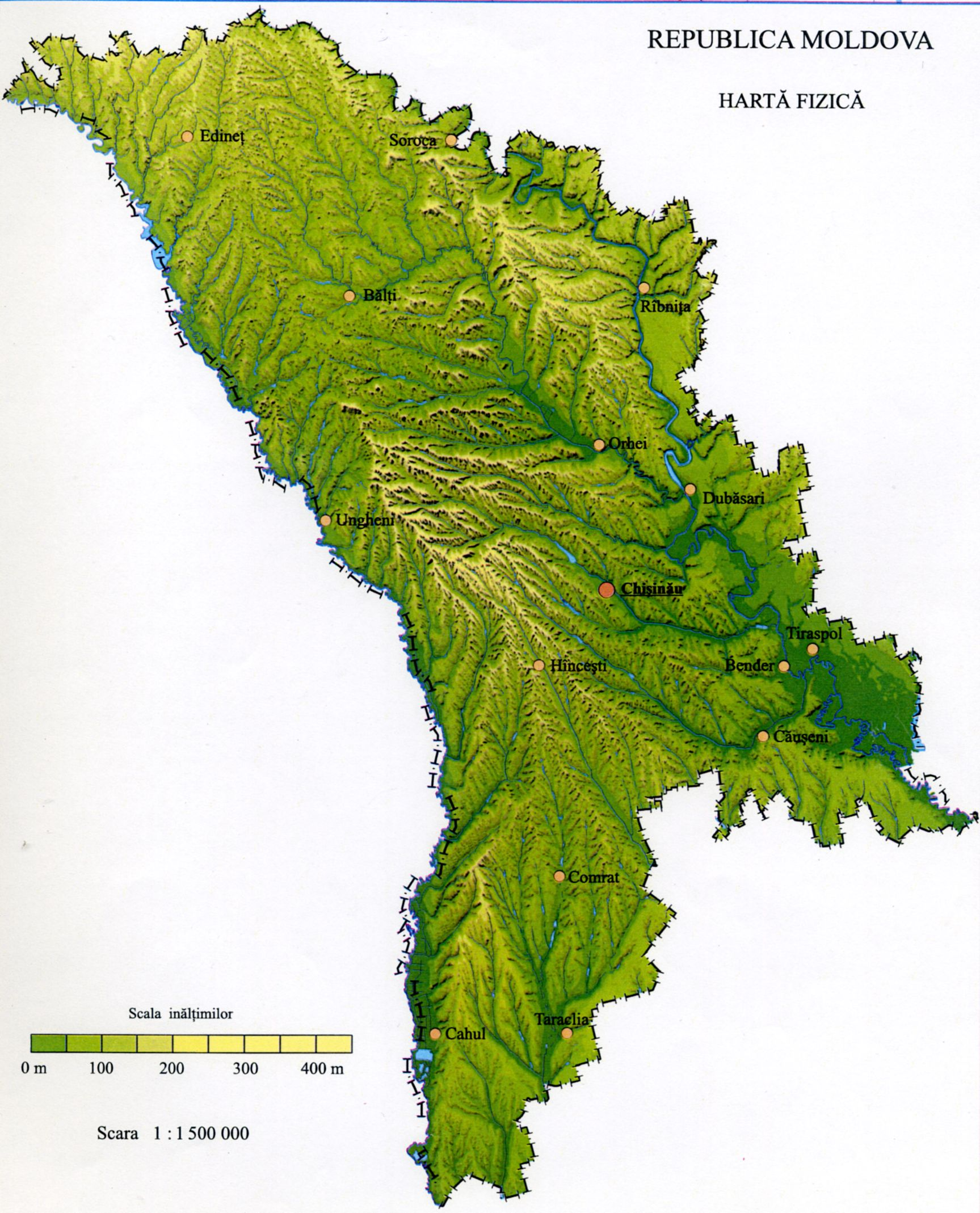
摩爾多瓦地形

摩爾多瓦位於歐洲東南部，在西部和羅馬尼亞接壤，在東部和南部和烏克蘭接壤。摩爾多瓦領土的大部份地區位於兩條河流之間——普魯特河和德涅斯特河。摩爾多瓦的北部地區地勢較高，大多數地區都是丘陵。摩爾多瓦的國土面積是33,843平方公里。摩爾多瓦大多數地區的土壤都是黑土，許多都被開墾進行農業。WWF將摩爾多瓦分為三個自然區。

## 外部連結
- Moldova.org
- Pontic steppe (World Wildlife Fund) （页面存档备份，存于）
- google maps （页面存档备份，存于）